# Niklas Andersen (Eishockeyspieler)
Niklas Andersen (* 20. November 1997 in Esbjerg) ist ein dänischer Eishockeyspieler, der seit Juli 2024 erneut bei Esbjerg Energy aus der dänischen Metal Ligaen unter Vertrag steht und dort auf der Position des Centers bzw. rechten Flügelstürmers spielt. Zuvor war Andersen bereits mehrfach für seinen Ausbildungsklub aktiv und verbrachte insgesamt vier Spielzeiten in der Deutschen Eishockey Liga (DEL) bei den Fischtown Pinguins Bremerhaven und Augsburger Panthern.

## Karriere

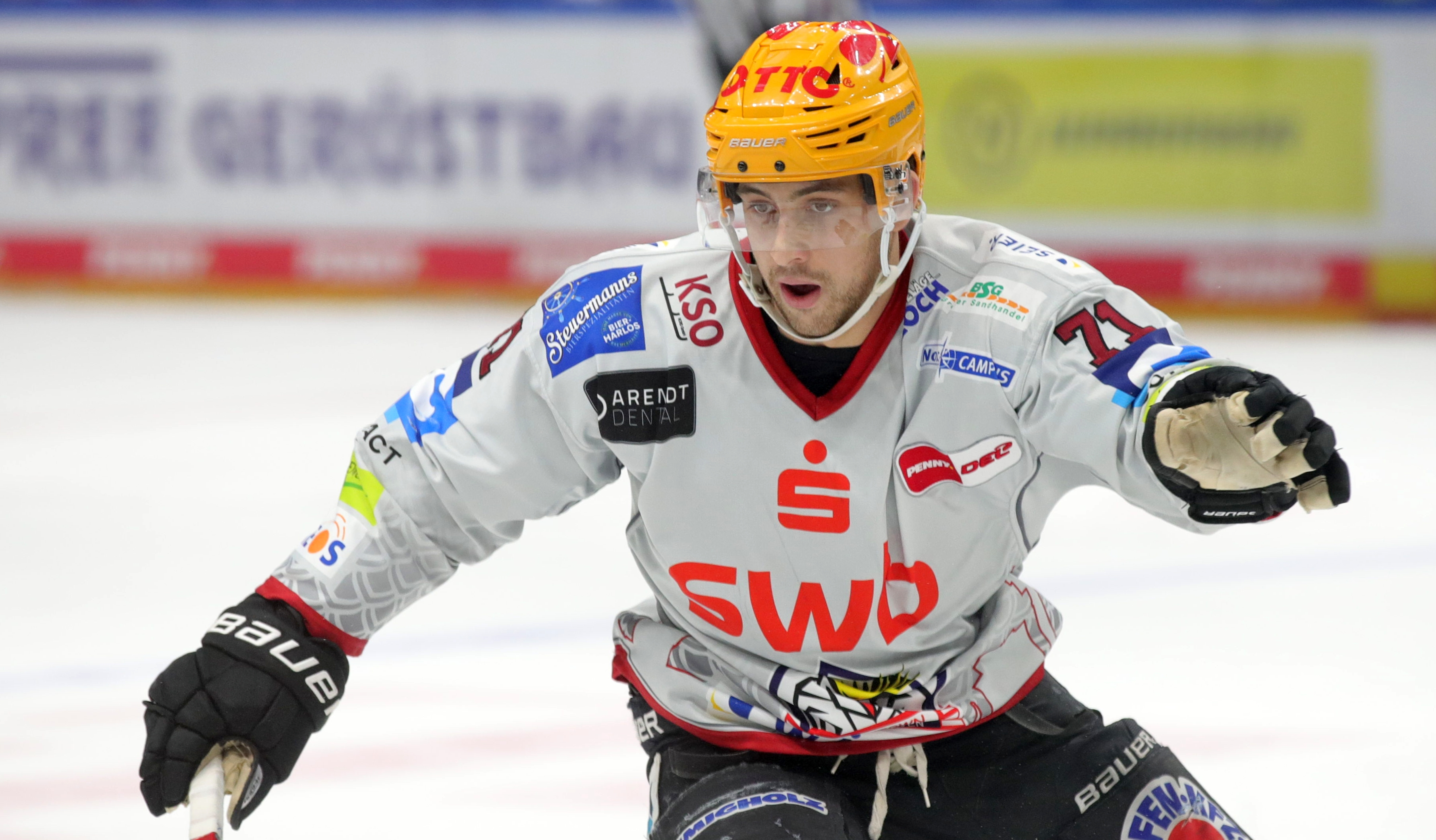
Andersen im Trikot der Fischtown Pinguins Bremerhaven (2022)

Niklas Andersen begann seine Karriere bei seinem Heimatclub in Esbjerg, wo er jede Jugendabteilung durchlief. In der Saison 2012/13 gab der Däne sein Profidebüt für Esbjerg IK in der 1. division. In der Folgesaison gab er dann bereits sein Debüt bei Esbjerg Energy in der Metal Ligaen, spielte aber zeitgleich noch für Esbjerg in der 1. division. In der Saison 2014/15 machte der dänische Stürmer 36 Spiele für Esbjerg Energy und konnte 18 Scorerpunkte erzielen (11 Tore, 7 Assists), außerdem wurde er zum Rookie des Jahres gewählt und erreichte das Playoff-Finale, verlor allerdings gegen SønderjyskE Ishockey mit 1:4 in der Serie.
Nach seiner ersten erfolgreichen Saison probierte Andersen sein Glück in Nordamerika bei den Spokane Chiefs in der Western Hockey League (WHL), die ihn beim CHL Import Draft 2015 in der ersten Runde an Gesamtposition 26 ausgewählt hatten. Dort punktete er in 47 Spielen ebenfalls 18-mal und wechselte anschließend wieder nach Dänemark zu Esbjerg. In seiner ersten Saison nach seiner Rückkehr erreichte er mit Esbjerg die Playoffs und konnte die Meisterschaft gewinnen. Seit der Saison 2017/18 war Andersen fester Stammspieler bei Esbjerg Energy und konnte in der Saison 2019/20 erstmals Topscorer werden (14 Tore, 23 Assists).
Im April 2020 gaben die Fischtown Pinguins Bremerhaven aus der Deutschen Eishockey Liga (DEL) bekannt, dass sie den dänischen Stürmer zunächst für zwei Jahre verpflichten. Anschließend wurde sein Vertrag zweimal um jeweils eine Saison verlängert. Während der ersten drei Spielzeiten in Bremerhaven erreichte Andersen stets die Marke von 20 Scorerpunkten und etablierte sich während dieser Zeit als Nationalspieler. Trotz der letztmaligen Verlängerung des Vertrags Anfang Juli 2023 bat der Däne nur drei Wochen später um die Auflösung des Arbeitsverhältnisses, um ligaintern zu den Augsburger Panthern zu wechseln. Dort verbrachte er die Saison 2023/24 und verließ am Saisonende den Klub, um im Juli 2024 zu seinem Ausbildungsverein nach Esbjerg zurückzukehren.

### International
Im Juniorenbereich nahm Andersen mit der dänischen U20-Auswahl an den U20-Junioren-Weltmeisterschaften der Jahre 2016 und 2017 teil. Für die A-Nationalmannschaft lief der Stürmer bei den Weltmeisterschaften in den Jahren 2021, 2023 und 2024 auf.

## Erfolge und Auszeichnungen
- 2015 Rookie des Jahres der Metal Ligaen
- 2015 Dänischer Vizemeister mit Esbjerg Energy
- 2017 Dänischer Meister mit Esbjerg Energy

## Karrierestatistik
Stand: Ende der Saison 2023/24

### International
Vertrat Dänemark bei:
| - U20-Junioren-Weltmeisterschaft 2016 - U20-Junioren-Weltmeisterschaft 2017 - Weltmeisterschaft 2021 | - Weltmeisterschaft 2023 - Weltmeisterschaft 2024 |

(Legende zur Spielerstatistik: Sp oder GP = absolvierte Spiele; T oder G = erzielte Tore; V oder A = erzielte Assists; Pkt oder Pts = erzielte Scorerpunkte; SM oder PIM = erhaltene Strafminuten; +/− = Plus/Minus-Bilanz; PP = erzielte Überzahltore; SH = erzielte Unterzahltore; GW = erzielte Siegtore; 1 Play-downs/Relegation; Kursiv: Statistik nicht vollständig)